# Hippolyte Mortier de Trévise
Pour les articles homonymes, voir Duc de Trévise.
Hippolyte Charles Napoléon Mortier de Trévise, 3e duc de Trévise, est né le 4 mai 1835 et mort le 13 février 1892, quelques jours après son frère Jean-François Hippolyte Mortier, marquis de Trévise.

## Biographie
Fils de Napoléon Mortier de Trévise (1804-1869), 2e duc de Trévise et de la duchesse née Anne-Marie Lecomte-Stuart (1808-1870), il hérite du château de Sceaux en, 1869, en indivision avec ses frères et sœurs mais il cède ses parts à son frère, Jean-François Hippolyte Mortier, marquis de Trévise qui reste seul propriétaire du domaine.
Le 23 octobre 1860, il épouse Marie Angèle Emma Le Coat de Kerveguen, fille de Gabriel Le Coat de Kerveguen, un riche colon réunionnais. Le couple n'aura pas d'enfant.
En 1869, il achète à M. de Turenne le château de Coupvray construit par Hercule de Rohan-Montbazon en 1600.
Il est connu aujourd'hui pour ses talents de dessinateur, qu'il exerça notamment à La Réunion. Ses tableaux et dessins sont conservés au Musée Léon-Dierx et consultables en ligne dans l'Iconothèque historique de l'océan Indien.

## Résidence
- 36, rue Abbatucci, Paris.